# Eutetras
Eutetras es un género de plantas fanerógamas perteneciente a la familia de las asteráceas.  Comprende 2 especies descritas y  aceptadas.

## Taxonomía
El género fue descrito por Asa Gray y publicado en Proceedings of the American Academy of Arts and Sciences 15: 39. 1879. La especie tipo es: Eutetras palmeri A.Gray 

## Especies aceptadas
A continuación se brinda un listado de las especies del género Eutetras aceptadas hasta agosto de 2012, ordenadas alfabéticamente. Para cada una se indica el nombre binomial seguido del autor, abreviado según las convenciones y usos.
- Eutetras palmeri A.Gray
- Eutetras pringlei Greenm.